# Veldwerk
Veldwerk is het verzamelen van gegevens door middel van onderzoek dat doorgaans buiten plaatsvindt. De verzamelde gegevens worden vaak op kantoor geanalyseerd en verwerkt. Ook kan tijdens het veldwerk materiaal worden verzameld, aan de hand waarvan de gegevens daarna in een laboratorium worden verzameld.
In tegenstelling tot veldwerk vindt laboratoriumonderzoek plaats in wetenschappelijke laboratoria (zoals scheikundige, natuurkundige en biologische laboratoria), in klinisch-chemische laboratoria of in laboratoria voor toegepast onderzoek.

## Geologisch veldwerk
Geologisch veldwerk (ook wel een veldopname genoemd) is noodzakelijk om de geologische geschiedenis en de structuur van een gebied te begrijpen. Voor het maken van geologische kaarten is veelal veldwerk noodzakelijk waarbij geologische ontsluitingen worden bestudeerd en gedocumenteerd. Ook worden vaak de gesteenten bemonsterd en velerlei soorten metingen gedaan. De verzamelde gegevens en monsters worden in het laboratorium verder bewerkt, onderzocht en uitgewerkt.

## Biologisch veldwerk
Biologen doen veldwerk om gegevens te verzamelen over bijvoorbeeld het gedrag, voedselopname of voortplantingssucces van dieren, of de verspreiding van planten en hun interacties met de omgeving. Ook op het gebied van andere metingen aan de verandering van natuur en leefomgeving wordt veldwerk verricht. Biologisch veldwerk is gewoonlijk exploratief en beschrijvend onderzoek, maar er is ook experimenteel veldwerk, bijvoorbeeld bij bemestingsproeven.

## Maatschappelijk veldwerk
'Veldwerk' in de sociale wetenschappen betekent dat je gegevens verzamelt op een plek waar het onderzoekssubject zich bevindt: thuis, waar groepen samenkomen, op straat, op de werkplek, enzovoort. Veldwerk is er niet wanneer je bijvoorbeeld werkt met overheidsstatistieken, of met bestaande gegevens die door een ander zijn verzameld secundaire gegevens. Ook experimenteel onderzoek in een laboratorium is geen veldwerk.

## Kadastraal veldwerk
Een kadastraal veldwerk is een handmatig uitgewerkte tekening die wordt gemaakt na inmeting in terrein van (nieuwe) kadastrale grenzen en bebouwing. De tekening is niet op schaal. De veldwerktekening dient als uitgangspunt voor het kadastrale plan en de kadastrale kaart van Nederland. De grenzen worden aangewezen door de eigenaren van de betreffende percelen, in bijzijn van iemand van het kadaster die deze noteert.

## Veldwerk op andere terreinen
Elke wetenschap die zich bezighoudt met empirisch onderzoek en de verzameling van externe meetgegevens, doet in feite veldwerk. Een enquête aan huis of op straat is ook veldwerk.